# حمله ۱۳۹۰ به قرارگاه اشرف
در ۱۹ فروردین ۱۳۹۰ (۸ آوریل ۲۰۱۱)، نیروهای ارتش عراق تحت فرمان دولت نوری مالکی به قرارگاه اشرف در استان دیاله عراق محل استقرار سازمان مجاهدین خلق ایران حمله کردند.
سازمان ملل متحد اعلام کرد که ۳۴ نفر کشته و ۳۱۸ نفر زخمی شده‌اند. یک تیم بازرسی سازمان ملل متحد ۲۸ جسد، از جمله اجساد زنان، را مشاهده کرد و به این نتیجه رسید که اکثر آنها بر اثر جراحات ناشی از گلوله جان خود را از دست داده‌اند. مقامات عراقی به خبرنگاران اجازه ورود به قرارگاه اشرف را ندادند. متعاقبا تعداد کشته‌ها ۳۶ نفر اعلام شد. این حمله توسط ناوی پیلای کمیسر عالی حقوق بشر سازمان ملل متحد محکوم شد، همچنین مریم رجوی، رهبر سازمان مجاهدین خلق و سناتور جان کری آن را به عنوان یک «کشتار» محکوم کردند.

## پیشینه
قرارگاه اشرف در شمال شرقی شهر خالص عراق، حدود ۱۲۰ کیلومتری غرب مرز ایران و ۶۰ کیلومتری شمال بغداد در استان دیاله عراق واقع شده است. این قرارگاه به یاد اشرف رجوی نامگذاری شده بود و محل استقرار سازمان مجاهدین خلق ایران در عراق بود.
بعد از تهاجم سال ۲۰۰۳ آمریکا به عراق ارتش آمریکا کنترل این قرارگاه را به دست گرفت و ساکنان قرارگاه را خلع سلاح کرد؛ در مقابل طی توافقنامه‌ای به ۳۴۰۰ تن از ساکنان استاتوی افراد حفاظت شده تحت کنوانسیون ۴ ژنو داده شد. ژنرال دیوید پترائوس، که سمت معاون فرمانده نیروهای ائتلاف متحد را بر عهده داشت، اظهار داشت که انتقال مسئولیت قرارگاه اشرف به دولت عراق منوط به تضمین مستقیم مقامات عراقی مبنی بر حفظ وضعیت حفاظت‌شده ۳۴۰۰ ساکن قرارگاه است.
در سال ۲۰۰۹، ارتش ایالات متحده کنترل قرارگاه را به دولت عراق (نوری مالکی) واگذار کرد. این دولت بارها قول داده بود که قرارگاه را تعطیل کند، زیرا نوری مالکی، نخست‌وزیر وقت، ظاهراً در تلاش برای تقویت روابط کشورش با ایران بود. ارتش عراق پیش از این در ۶ و ۷ مرداد ۱۳۸۸ به قرارگاه اشرف حمله کرده و حداقل ۹ نفر را کشته و حدود ۴۰۰ نفر را زخمی کرده بود. ساکنان قرارگاه اشرف در طول اقامتشان در آنجا بارها مورد حمله قرار گرفتند. تا آنجا که سازمان ملل متحد مصمم به جابجایی آنها به مکان دیگری شد.

## حمله
در صبح زود ۱۹ فروردین ۱۳۹۰، با بیش از ۱۴۰ خودروی نظامی و حدود ۲۵۰۰ نفر پرسنل نیروهای ارتش عراق به بخش شمالی قرارگاه اشرف حمله‌ور شدند. سلاح‌های سبک شامل کلاشینکف و بی‌کی‌سی به‌کار رفت.
گزارش سازمان غیرانتفاعی U.S. Committee for Ashraf Residents حمله را «قتل‌عام» خوانده است؛ در این حمله، از تانک، نفربر زرهی و توپخانه استفاده شد که منجر به ۳۶ کشته و صدها زخمی شد. سازمان مجاهدین خلق ایران اعلام کرد که این حمله یک «حمله نظامی تمام‌عیار با خودروهای زرهی» بوده است.
پس از این حمله که ۳۴ کشته بر جای گذاشت، سازمان مجاهدین خلق ایران فیلمی را که توسط اعضای این سازمان فیلمبرداری شده بود، منتشر کرد که نشان می‌دهد سربازان عراقی به غیرنظامیان غیرمسلح در قرارگاه اشرف شلیک می‌کنند و از خودروهای نظامی برای زیر گرفتن جمعیت استفاده می‌کنند.
روپرت کولویل، سخنگوی دفتر کمیساریای عالی حقوق بشر سازمان ملل متحد در ژنو گزارش داد که تیمی از ناظران سازمان ملل متحد در جریان بازدید خود از این قرارگاه، شاهد ۲۸ جسد باقی مانده بودند. به گفته کولویل، به نظر می‌رسد اکثر کشته‌شدگان بر اثر جراحات ناشی از گلوله جان خود را از دست داده‌اند که برخی از آنها زن بودند. همچنین یک دیپلمات غربی مستقر در بغداد گفت که به نظر می‌رسد اجساد مربوط به ۳ نفر احتمالاً در اثر زیر گرفته شدن توسط یک خودرو، له شده‌اند.

## واکنش‌ها
- اروپا – بیش از ۱۰۰ عضو پارلمان اروپا بیانیه‌ای رسمی را امضا کردند که در آن از ایالات متحده و سازمان ملل متحد خواسته شده بود تا در حفاظت از افراد ساکن در قرارگاه کمک کنند.[۳]
- پارلمان اروپا در بیانیه ای با عنوان «کمپ اشرف- زمان اقدام» نوشت: «ساکنان اشرف همچنان از آزار روحی و جسمی رنج می‌برند. علاوه بر تحقیر مداوم آنها از طریق ۳۰۰ بلندگو، پناهندگان در آوریل ۲۰۱۱ مورد حمله نیروهای عراقی قرار گرفتند که ۳۶ کشته و حدود ۱۰۰ زخمی برجای گذاشت».
- سازمان ملل متحد – ناوی پیلای کمیسر عالی حقوق بشر سازمان ملل در آن زمان، حمله ۸ آوریل ۲۰۱۱ را محکوم کرد و گفت: «بیشتر آنها مورد اصابت گلوله قرار گرفتند و برخی به نظر می‌رسد که احتمالاً توسط وسایل نقلیه تا حد مرگ له شده‌اند». پیلای همچنین خواستار یک تحقیقات مستقل از این حمله شد: «باید یک تحقیق کامل، مستقل و شفاف وجود داشته باشد و هر فردی که مسئول استفاده از زور بیش از حد شناخته شود باید تحت تعقیب قرار گیرد.»[۱۸]
- ایالات متحده آمریکا – جان کری، رئیس وقت کمیته روابط خارجی سنا، این حمله را یک «قتل‌عام» نامید و وضعیت قرارگاه اشرف را «غیرقابل دفاع» خواند و گفت: «تأیید سازمان ملل بر دامنه فاجعه هفته گذشته در کمپ اشرف به شدت نگران کننده است و اقدام نظامی عراق به صراحت غیرقابل قبول است.»[۷][۱۹]
- مریم رجوی، در یک همایش در فرانسه گفت ناظرین سازمان ملل می باید در اشرف حضور یابند تا از کسانی که الان در انجا زندگی می کنند حفاظت کنند.[۲۰]

## پیامد‌ها
این حادثه روند جابه‌جایی ساکنان اشرف از طریق سازمان ملل کلید خورد؛ در پایان سال ۲۰۱۱، قرارگاه به‌تدریج تخلیه شد.